# Gonionemus hornelli
Gonionemus hornelli är en nässeldjursart som beskrevs av Browne 1905. Gonionemus hornelli ingår i släktet Gonionemus och familjen Olindiasidae. Inga underarter finns listade i Catalogue of Life.